# فيجاي كريشنا أشاريا
فيجاي كريشنا أشاريا (بالهندية: विजय कृष्ण आचार्य؛ بالإنجليزية: Vijay Krishna Acharya) هو مؤلف وكاتب سيناريو ومخرج هندي، ولد في 1968 في كانبور في الهند.

## وصلات خارجية
- فيجاي كريشنا أشاريا على موقع IMDb (الإنجليزية)
- فيجاي كريشنا أشاريا على موقع ألو سيني (الفرنسية)
- فيجاي كريشنا أشاريا على موقع ميوزك برينز (الإنجليزية)
- فيجاي كريشنا أشاريا على موقع أول موفي (الإنجليزية)
- فيجاي كريشنا أشاريا على موقع قاعدة بيانات الفيلم (الإنجليزية)
- فيجاي كريشنا أشاريا على موقع كينوبويسك (الروسية)